# 上海市第二师范学校附属小学杨浦北校
上海市第二师范学校附属小学杨浦北校原名上海市杨浦区政立路第二小学，是位於中國上海市楊浦區五角场政立路的一所小學。建筑面积4千平方米，佔地15畝。
1994年9月，上海市杨浦区政立路第二小学成立。2022年9月1日，上海市杨浦区政立路第二小学更名为上海市第二师范学校附属小学杨浦北校。